# Milan Tadić
Milan Tadić (21 febbraio 1970) è un ex pallanuotista serbo, nel ruolo di portiere, naturalizzato italiano.

## Biografia

### Carriera sportiva

#### Club
Con il  Partizan Belgrado vinse la Coppa delle Coppe e la Supercoppa LEN  nel 1990-1991. Ha giocato nel Posillipo dal 1994 al 1999 vincendo due titoli italiani e due Coppe dei Campioni, oltre ad essere per tre volte vicecampione d'Italia. In seguito indosserà le calottine del Pescara, dove sarà finalista in Coppa LEN,  e del Camogli.

#### Nazionale
Con la nazionale jugoslava ha vinto un Europeo di pallanuoto nel 1991 e partecipò alle Olimpiadi di Atlanta 1996

Nel 1998 fu convocato nella nazionale italiana.

## Palmarès

### Club
- Campionato italiano: 2

Posillipo: 1994-1995, 1995-1996
- Coppa dei Campioni/Eurolega: 2

Posillipo: 1996-1997,  1997-1998
- Coppa di Jugoslavia: 2

Partizan: 1990, 1991
- Campionato serbo-montenegrino: 2

Stella Rossa: 1992, 1993
- Coppa di Serbia e Montenegro: 2

Stella Rossa: 1992, 1993
- Coppa delle Coppe: 1

Partizan: 1991
- Supercoppa LEN: 1

Partizan: 1991

### Nazionale

#### Jugoslavia
- Campionati europei
  -  Oro - Atene 1991